# Ethyleenvinylacetaat

Structuurformule van ethyleenvinylacetaat

Ethyleenvinylacetaat is een slijtvaste kunststof, die in geschuimde vorm wel wordt toegepast in massieve banden voor onder andere kinderwagens, speelgoed, tasjes en zolen voor sportschoenen. Ook in asfalt, om het bitumen sterker te maken. Het staat dan bekend als EVA(tane). Daarnaast wordt het in (verleng)snoeren gebruikt, de zogenaamde Edrateen-snoeren.
Het is een copolymeer van etheen met vinylacetaat.
EVA kan verder verwerkt worden tot EVOH (ethyleenvinylalcohol). 